# James Ax
James Burton Ax (* 10. Januar 1937; † 11. Juni 2006) war ein US-amerikanischer Mathematiker, der sich mit Zahlentheorie, Logik, Algebra, mathematischer Physik und Finanzmathematik beschäftigte und einen Hedgefonds gründete.
Ax ging auf die Peter Stuyvesant High School in New York City und auf die Brooklyn Polytechnic University. 1961 wurde er in Berkeley bei Gerhard Hochschild promoviert (The intersection of norm groups). Nach einem Jahr als Instructor an der Stanford University wurde er Assistant Professor an der Cornell University. 1965/66 war er Guggenheim Fellow in Harvard. 1967 wurde er Sloan Research Fellow und Associate Professor in Cornell und 1969 Professor (als damals jüngster in der Geschichte der Universität). Im selben Jahr wurde er von James Simons an die State University of New York at Stony Brook abgeworben, wo er bis zu seiner Emeritierung 1977 blieb. Zuletzt wohnte er in Marina del Rey.
1967 erhielt er mit Simon Kochen (Princeton University) den Colepreis für Zahlentheorie für das Ax-Kochen-Theorem über die Lösbarkeit von Polynomen in den {\displaystyle p}-adischen Zahlen (Diophantine Problems over local fields 1–3, American Journal of Mathematics Bd. 87, 1965, S. 605, 631, Annals of Mathematics, Bd. 83, 1966, S. 437). Das Ungewöhnliche am Beweis war die Verwendung von Methoden aus der mathematischen Logik und Modelltheorie (Ultraprodukte). Der Satz besagt, dass jedes nicht konstante homogene Polynom vom Grad {\displaystyle d} in mindestens {\displaystyle d^{2}+1} Variablen mindestens eine Nullstelle in den {\displaystyle p}-adischen Zahlen hat, von einer endlichen Zahl „exzeptioneller Primzahlen“ {\displaystyle p} abgesehen. Genauer gaben sie eine untere Schranke für Primzahlen p an, für die eine (nicht-triviale) Lösung existiert, wobei die Schranke nicht vom Polynom, sondern nur von {\displaystyle d} abhing. Der Satz (ohne Ausnahmefälle) wurde von Emil Artin vermutet (ein erstes Gegenbeispiel für eine der exzeptionellen Primzahlen fand Guy Terjanian 1966). Vor Ax und Kochen hatte sich unter anderem Serge Lang mit der Vermutung von Artin befasst. 1969 fand Paul Cohen einen konstruktiven Beweis des Satzes von Ax-Kochen.
1968 bewies Ax die Entscheidbarkeit der elementaren Theorie endlicher Körper (The elementary theory of finite fields, Annals of Mathematics Bd. 88).
1971 bewies er die Vermutung von Schanuel für formale Potenzreihen.
In den 1970er Jahren widmete er sich den Grundlagen der Physik, unter anderem einer Axiomatisierung der Raum-Zeit und den gruppentheoretischen Eigenschaften der Axiome der Quantenmechanik. 1970 war er Invited Speaker auf dem Internationalen Mathematikerkongress in Nizza (Transcendence and differential algebraic geometry).
In den 1980er Jahren entwickelte er finanzmathematische Algorithmen und gründete die Hedgefonds-Firma Axcom. Diese wurde später von Renaissance Technologies, einer von James Simons gegründeten Firma, aufgekauft und Medallion Fund genannt (in Erinnerung an den Colepreis für Ax und den Oswald-Veblen-Preis für Simons). Der Fonds ist heute dank der mathematischen Modellierung des Handels mit Finanzprodukten einer der profitabelsten der Welt.
Anfang der 1990er Jahre zog sich Ax zurück und ging nach San Diego in Kalifornien, wo er weiter über die Grundlagen der Quantenmechanik forschte und auch Schreibkurse an der Universität besuchte (2005 vollendete er ein Thriller-Drehbuch „Bots“).